# Przejście przez Morze Czerwone
Przejście przez Morze Czerwone – cudowne wydarzenie opisane w Księdze Wyjścia. 

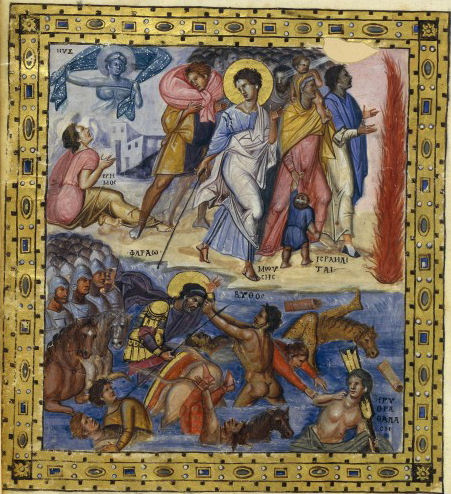
Przejście przez Morze Czerwone w Psałterzu paryskim

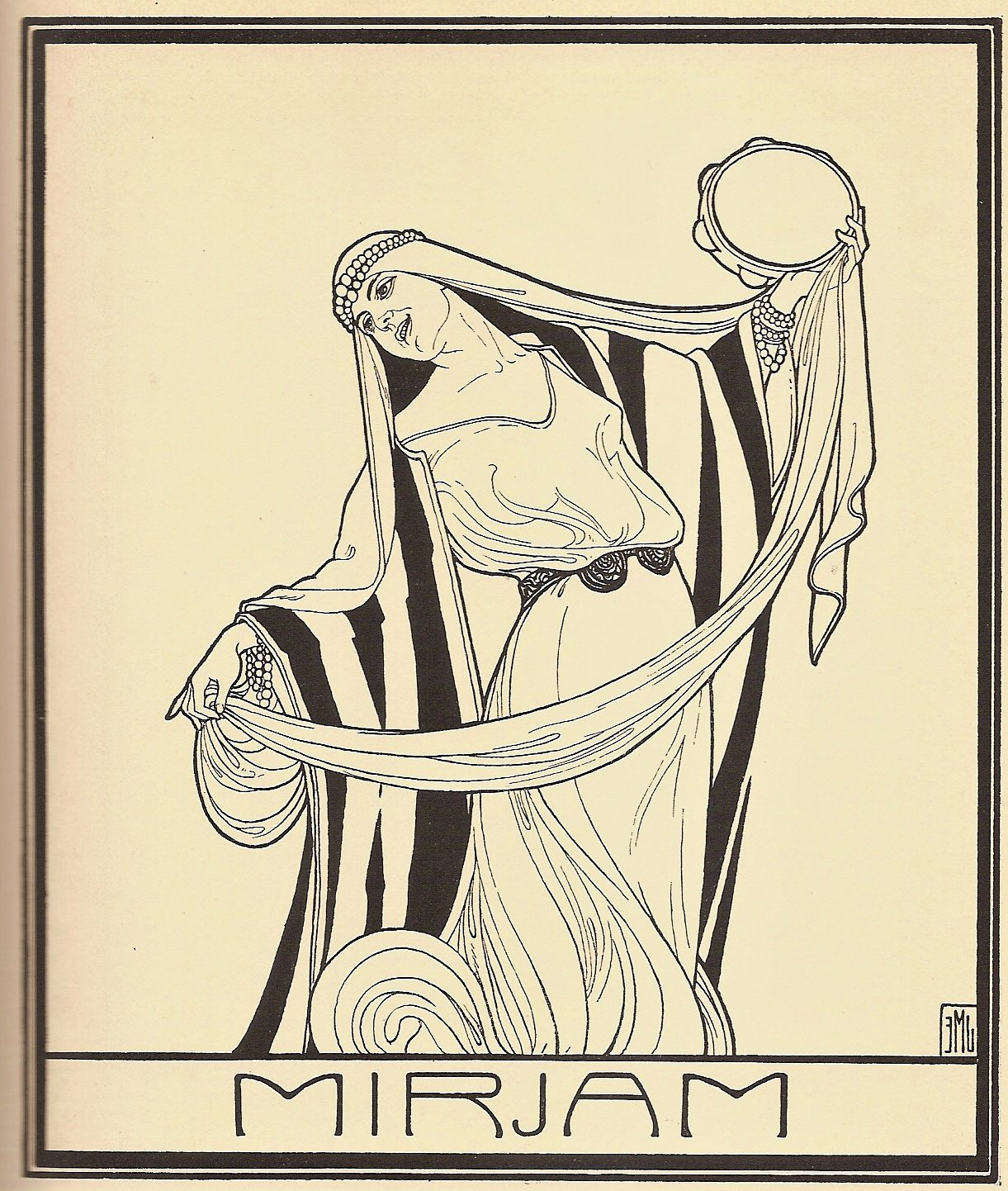
Miriam śpiewająca pieśń dziękczynną. Rysunek Maurycego Liliena

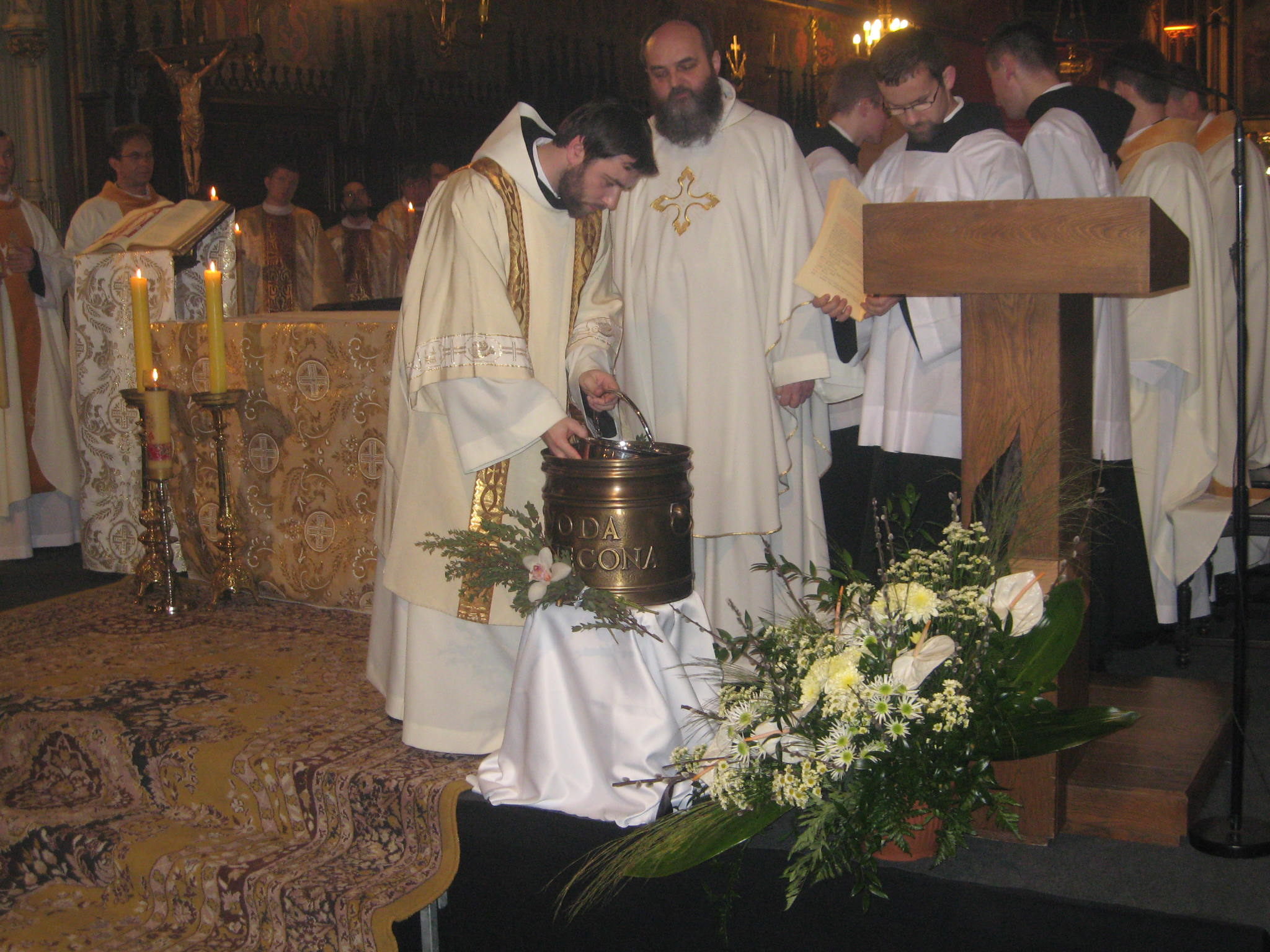
Liturgia wody w Wielką Sobotę

## Przebieg według Biblii
Zgodnie z opisem biblijnym przejście przez morze było jednym z kluczowych wydarzeń wyjścia Izraelitów z Egiptu. Po wyprowadzeniu Izraelitów z dotychczasowych siedzib w Dolnym Egipcie Mojżesz poprowadził ich na wschód, do Ziemi Obiecanej, czyli Kanaanu. Najkrótsza droga prowadziła na północny wschód, wzdłuż wybrzeża Morza Śródziemnego, które jednak było wówczas pod kontrolą egipską. Mojżesz wybrał drogę okrężną. W okolicy miejsca opisanego w Biblii jako Baal-Sefon okazało się, że faraon wycofał się ze zgody na opuszczenie Egiptu przez Izraelitów i wysłał w pogoni wojsko. Izraelici zwrócili się przeciwko Mojżeszowi, oskarżając go o doprowadzenie do zguby, ten jednak w cudowny sposób przeprowadził ich przez morze, którego wody w ciągu nocy rozstąpiły się na skutek silnego wiatru. W ślad za nimi ruszyli Egipcjanie, jednak ich rydwany ugrzęzły, a nad ranem wody powróciły na swoje miejsce, zatapiając egipskie wojsko.

## Struktura tekstu biblijnego
Przejście przez morze opisane jest w rozdziale 14 Księgi Wyjścia, natomiast w 15 rozdziale znajdują się pieśni, które mieli śpiewać Izraelici w podzięce Bogu za ocalenie. Pierwszą jest „Pieśń zwycięstwa” („Pieśń dziękczynienia”, „Kantyk Mojżesza”). Składa się z dwóch części – wysławiającej Boga oraz zapowiadającej Ziemię Obiecaną. Drugą pieśnią jest pieśń Miriam, również wysławiająca Boga za pokonanie Egipcjan.
Zdaniem biblistów archaiczny język i styl Pieśni zwycięstwa pozwala stwierdzić, że hymn ten jest jednym z najstarszych fragmentów Biblii. Nawiązania do niego występują w Księdze Mądrości i Apokalipsie św. Jana. Redaktorzy Biblii Tysiąclecia określają go jako jeden najpiękniejszych utworów poezji hebrajskiej. Tekst z rozdziału 14 mówiący o wietrze tworzącym suchy ląd w środku morza pochodzi z tradycji jahwistycznej, natomiast o nastąpieniu tego po skierowaniu ku wodom laski Mojżesza z tradycji kapłańskiej. Oprócz tych dwóch tradycji w tekście występują też fragmenty związane z tradycją elohistyczną.

## Lokalizacja
Badacze zakładający historyczność tego wydarzenia wysuwają różne hipotezy dotyczące miejsca przejścia przez morze i samego charakteru tych wód. Nazwa „Morze Czerwone” (Ερυθρά Θάλασσα) sugerująca, że chodzi o morze leżące między Egiptem a Półwyspem Arabskim, pojawia się po raz pierwszy w Septuagincie, czyli przekładzie ówczesnej wersji Biblii na język grecki powstałym w hellenistycznym Egipcie. Ponieważ Septuaginta stała się podstawą kolejnych chrześcijańskich tłumaczeń Biblii, nazwa ta utrwaliła się w tradycji. W hebrajskiej wersji wody te nazwane są ים סוף (Jam Suf, Yam Suf), co oznacza „Morze Trzcin” lub „Morze Sitowia”, przy czym nazwa morze oznacza każdą większą wodę powierzchniową, nie tylko część oceanu. Wody zatok Morza Czerwonego są zbyt słone, aby występował w nich szuwar, więc zwykle uważa się, że Morze Trzcin musiało być mokradłem śródlądowym położonym na wschód od Nilu. Wśród przypuszczalnych akwenów zachowanych do czasów historycznych wymieniane są Buhajrat al-Manzila czy Bardawil, a więc jeziora położone wśród bagien blisko Morza Śródziemnego. Waldemar Chrostowski przyjmuje, że prawdopodobnie był to system Jezior Gorzkich (obecnie Małe Jezioro Gorzkie i Wielkie Jezioro Gorzkie) położonych bardziej na południe, w środku Przesmyku Sueskiego. Odtworzenie topografii z czasów biblijnych jest niemożliwe, ale według modeli hydrometeorologicznych silny, kilkugodzinny wiatr jest w stanie wytworzyć cofkę wód hipotetycznej odnogi Nilu uchodzącej do jeziora deltowego, która skutkowałaby przejściowym rozdzieleniem mas wód. Funkcjonują również tradycyjne hipotezy wiążące to wydarzenie z Zatoką Sueską, argumentując to gwałtownymi pływami w tym akwenie.

## Związki z mitologią mezopotamską
Zdaniem niektórych badaczy historia o pokonaniu Egipcjan w trakcie przejścia przez morze jest jednym przejawów powtarzającego się w różnych miejscach Biblii mitu opisującego w gruncie rzeczy kosmogoniczną walkę Jahwe z morskim smokiem (Lewiatanem). Robert Luyster uważa, że historia o przejściu Izraelitów przez morze została w trakcie redagowania Biblii dodana do starszej Pieśni zwycięstwa, która opisuje tylko zatopienie Egipcjan przez Boga, nie wspominając o Izraelitach. Jego zdaniem świadczy to o zupełnie mitycznym, a więc fikcyjnym charakterze całej historii. Zagłada Egipcjan w wodach jest jego zdaniem związana z hebrajską wizją szeolu, a mit leżący u podstaw historii biblijnej jest reminiscencją babilońskiego mitu o walce Marduka z Tiamat opisanego w Enuma elisz.

## Nawiązania
W Biblii istnieją przesłanki za tym, że w państwie staroizraelskim organizowano coroczną procesję nad Jordan jako upamiętnienie przejścia przez morze. Echa Pieśni zwycięstwa znajdują się w kolejnych księgach Biblii, a ona sama jest śpiewana w katolickiej liturgii chrzcielnej w czasie Wigilii Paschalnej. Ma to związek z uznaniem przejścia przez morze za teologiczny typ chrztu.
Przejście Izraelitów przez morze jest jednym z motywów w sztuce. W Muzeum Narodowym w Warszawie znajduje się obraz Hansa Jordaensa III Przejście Żydów przez Morze Czerwone.
Scena z filmu Dziesięcioro przykazań, w której Mojżesz rozdziela wody morza, znalazła się w zestawieniu 100 najlepszych scen filmowych wortalu IGN i jest wymieniana jako kształtująca wyobrażenia o tym wydarzeniu.
Swoistym nawiązaniem jest wiersz i piosenka Jacka Kaczmarskiego „Przejście Polaków przez Morze Czerwone” (1983).